# Richie Sambora
Richard Stephen Sambora (* 11. července 1959 v Perth Amboy, New Jersey, USA) je americký kytarista a bývalý člen rockové skupiny Bon Jovi. Vedle hry na kytaru také zpíval vokály společně s frontmanem kapely, Jonem Bon Jovim. Působí rovněž jako spoluautor textů a hudby této hudební skupiny.

## Biografie

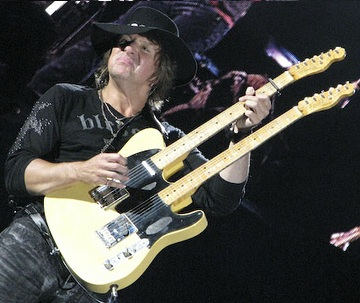
Sambora s dvoukrkou kytarou Fender Telecaster, 2008

Před kapelou Bon Jovi se podílel na kytarových partech skupin jako Screaming Minds, Bruce Foster Band nebo u Joa Cockera. Dále působil ve skupině The Message, na albu, které se jmenovalo Lessons. K Bon Jovi se dostal zajímavým způsobem. Jon: „Jednoho večera jsem byl na velkém koncertě, který pořádala jedna rozhlasová stanice. Když jsem šel z jeviště, jeden týpek mezi diváky mi řekl ‚Budu tvůj kytarista.‘ Já jsem se mu smál a šel jsem dál. Později jsem ho slyšel hrát a bylo vše jasné.“
V roce 1991 vydal prvou sólovou desku Stranger In This Town. Deska, která je bluesově laděná, byla vydaná během sedmnáctiměsíční pauzy kapely Bon Jovi. Album se umístilo na 36. pozici Billboard 200 a 20. pozici UK Albums Chart. Obsahuje tři singly „Stranger In This Town“, „Ballad Of Youth“ a „One Light Burning“.
Druhou sólovou desku vydal v roce 1998 a pojmenoval ji Undiscovered Soul. Z této desky pochází čtyři singly „Made In America“, „Hard Times Come Easy“, „In It For Love“ a titulní skladba „Undiscovered Soul“.
Třetí sólová deska Aftermath Of The Lowdown vyšla 12. září 2012.
V roce 1994 se oženil s herečkou Heather Locklear, s kterou má dceru Ava Elizabeth, která přišla na svět v říjnu 1997. V únoru 2006 požádala Heather o rozvod a rozvedli se.
V roce 2013 oznámil uprostřed turné Because We Can - The Tour, že z osobních důvodů přerušuje koncertování s kapelou a uchýlil se do Los Angeles, ve skupině jej dočasně a následně oficiálně nahradil Phil X.

## Diskografie

### Sólová tvorba
- 1991 – Stranger in This Town
- 1998 – Undiscovered Soul
- 2012 – Aftermath of the Lowdown

### Bon Jovi
- 1984 – Bon Jovi
- 1985 – 7800° Fahrenheit
- 1986 – Slippery When Wet
- 1988 – New Jersey
- 1992 – Keep the Faith
- 1994 – Cross Road
- 1995 – These Days
- 2000 – Crush
- 2001 – One Wild Night Live 1985–2001
- 2002 – Bounce
- 2003 – This Left Feels Right
- 2004 – 100,000,000 Bon Jovi Fans Can't Be Wrong...
- 2005 – Have A Nice Day
- 2007 – Lost Highway
- 2009 – The Circle
- 2010 – Greatest Hits
- 2013 – What About Now
- 2015 – Burning Bridges (V té době už nebyl Richie v kapele, ale v albu se objevily písně složené v jeho přítomnosti.)

### Shark Frenzy
- 2004 – Shark Frenzy

### The Message
- 1980 – Lessons